# Tokugawa Jikki
Le Tokugawa Jikki (徳川實記), « Véritable histoire de la maison Tokugawa », est un récit historique semi-officiel qui retrace dans le style des récits impériaux l'histoire politique des dix premiers shoguns Tokugawa de l'époque d'Edo, de Tokugawa Ieyasu jusqu'à Ieharu.

## Élaboration et contenu
Une vingtaine d'historiens dirigés par Hayashi Jussai, participent à sa compilation entre 1809 et 1849.
L'ouvrage est divisé en 516 chapitres. Les sources dans le texte sont données selon l'ordre chronologique. Dans l'ensemble, la présentation est objective et fiable.
Le Zoku Tokugawa Jikki (續徳川實紀) comme continuation de l'ouvrage était prévu qui devait couvrir les 50 ans de règne de Tokugawa Ienari. La restauration de Meiji contrarie l'achèvement de l'ensemble.

## Éditions
- Narushima Motonao (1778-1862; 成島 司直): Tokugawa Jikki. Keizai Zasshisha, Tokyo 1904, 2 volumes; nouvelle édition : Yoshikawa Kobunkan, Tokyo 1976
- Kuroita Katsumi (éditeur; 1874-1946; 黒板 勝美): Tokugawa Jikki. 1933-1936, 10 volumes ; divers nouvelles éditions entre autres  (ISBN 464200341X) (volume 1; 1998)
- Zoku Tokugawa Jikki; Tokio 1905-07 (經濟雜誌社), 5 volumes ; nouvelle édition 國史大系 volumes : 48-52

## Source de la traduction
- (de) Cet article est partiellement ou en totalité issu de l’article de Wikipédia en allemand intitulé « Tokugawa Jikki » (voir la liste des auteurs).
- Notices d'autorité :   - VIAF
  - LCCN
  - WorldCat